# ونتسچو
ونتسچو (به آلمانی: Ventschow) یک شهر در آلمان است که در مکلنبورگ-فورپومرن واقع شده‌است.

## خصوصیات
ونتسچو ۱۳٫۵۵ کیلومترمربع مساحت دارد ۳۸ متر بالاتر از سطح دریا واقع شده‌است.